# Rosnay (Indre)
Pour les articles homonymes, voir Rosnay.
Rosnay [ʁonɛ] est une commune française située dans le département de l'Indre, en région Centre-Val de Loire.

## Géographie

### Localisation

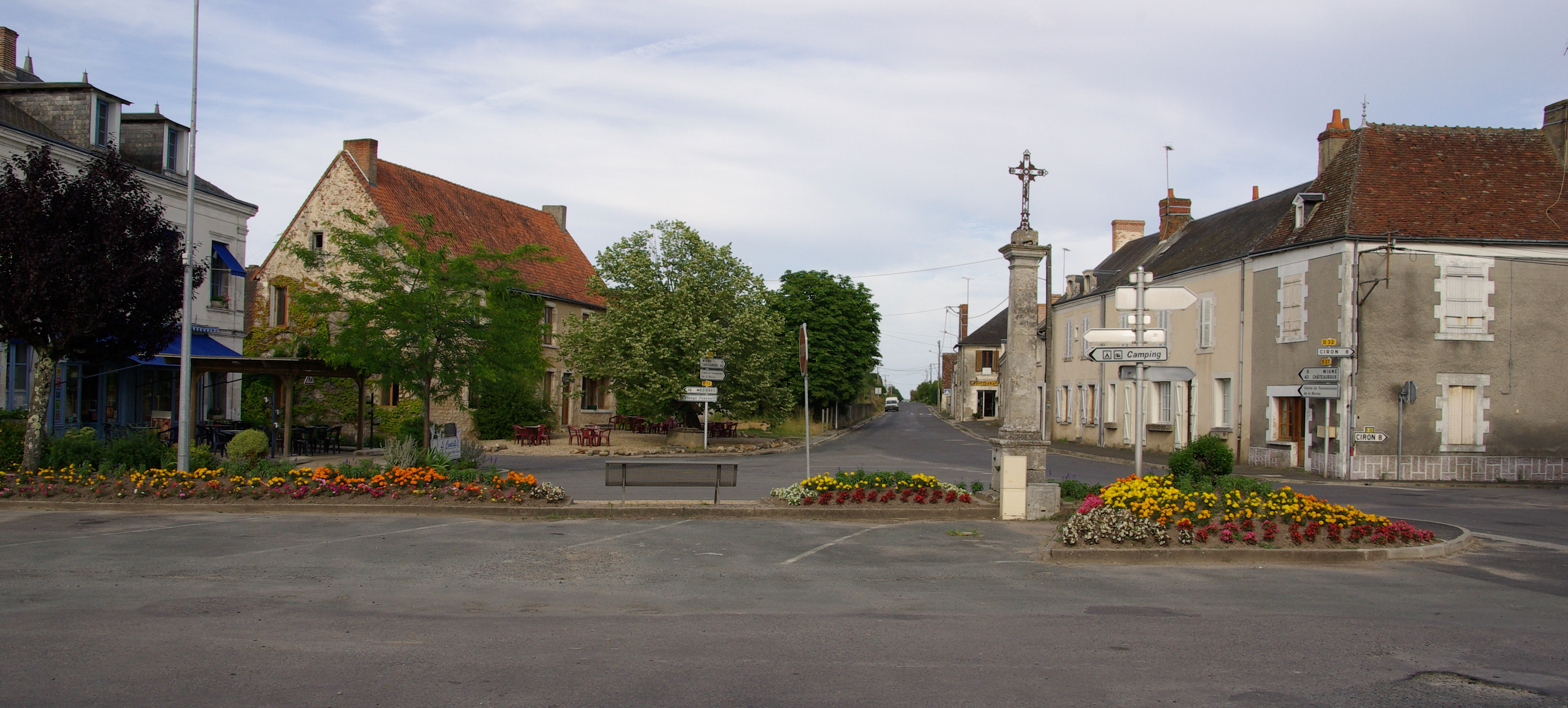
La place de Verdun en 2008.

La commune est située dans l'ouest du département, dans la région naturelle de la Brenne, au sein du parc naturel régional de la Brenne.
La réserve naturelle régionale des terres et étangs de Brenne, Massé, Foucault est situé sur son territoire.

### Communes limitrophes
Les communes limitrophes sont : Douadic (8 km), Migné (8 km), Ciron (8 km), Ruffec (8 km), Lingé (11 km), Saint-Michel-en-Brenne (12 km) et Le Blanc (14 km).
Les communes chefs-lieux et préfectorales sont : Le Blanc (14 km), Châteauroux (39 km), La Châtre (61 km), et Issoudun (65 km).

### Climat
Pour des articles plus généraux, voir Climat du Centre-Val de Loire et Climat de l'Indre.
En 2010, le climat de la commune est de type climat océanique dégradé des plaines du Centre et du Nord, selon une étude du Centre national de la recherche scientifique s'appuyant sur une série de données couvrant la période 1971-2000. En 2020, Météo-France publie une typologie des climats de la France métropolitaine dans laquelle la commune est exposée à un climat océanique altéré et est dans la région climatique Centre et contreforts nord du Massif Central, caractérisée par un air sec en été et un bon ensoleillement.
Pour la période 1971-2000, la température annuelle moyenne est de 11,6 °C, avec une amplitude thermique annuelle de 15,3 °C. Le cumul annuel moyen de précipitations est de 755 mm, avec 11,6 jours de précipitations en janvier et 6,9 jours en juillet. Pour la période 1991-2020, la température moyenne annuelle observée sur la station météorologique installée sur la commune est de 12,5 °C et le cumul annuel moyen de précipitations est de 720,9 mm,. Pour l'avenir, les paramètres climatiques de la commune estimés pour 2050 selon différents scénarios d'émission de gaz à effet de serre sont consultables sur un site dédié publié par Météo-France en novembre 2022.
| Mois                                  | jan.            | fév.           | mars          | avril         | mai           | juin          | jui.          | août           | sep.          | oct.            | nov.            | déc.             | année      |
| ------------------------------------- | --------------- | -------------- | ------------- | ------------- | ------------- | ------------- | ------------- | -------------- | ------------- | --------------- | --------------- | ---------------- | ---------- |
| Température minimale moyenne (°C)     | 2,1             | 1,7            | 3,6           | 5,9           | 9,5           | 12,8          | 14,3          | 13,9           | 10,5          | 8,5             | 4,6             | 2,4              | 7,5        |
| Température moyenne (°C)              | 5,3             | 5,8            | 8,7           | 11,4          | 15            | 18,6          | 20,5          | 20,4           | 16,6          | 13,2            | 8,4             | 5,7              | 12,5       |
| Température maximale moyenne (°C)     | 8,5             | 9,9            | 13,8          | 17            | 20,6          | 24,4          | 26,7          | 26,8           | 22,8          | 17,9            | 12,2            | 8,9              | 17,5       |
| Record de froid (°C) date du record   | −12,8 09.01.09  | −18,3 06.02.12 | −12 01.03.05  | −5,2 04.04.22 | −0,7 06.05.19 | 3,3 03.06.06  | 7,1 05.07.05  | 4,6 29.08.1998 | 0,6 25.09.02  | −6,9 30.10.1997 | −9,4 22.11.1993 | −11,1 30.12.1996 | −18,3 2012 |
| Record de chaleur (°C) date du record | 19,4 05.01.1999 | 24 27.02.19    | 26,9 31.03.21 | 31,3 30.04.05 | 32,7 27.05.05 | 39,5 18.06.22 | 40,9 23.07.19 | 41,2 05.08.03  | 37,3 04.09.23 | 32,7 02.10.23   | 25,2 08.11.15   | 20,5 17.12.15    | 41,2 2003  |
| Précipitations (mm)                   | 60,3            | 48             | 50,4          | 61,3          | 73,8          | 55,9          | 52,9          | 49,7           | 57,6          | 71,6            | 69,5            | 69,9             | 720,9      |

## Urbanisme

### Typologie
Au 1er janvier 2024, Rosnay est catégorisée commune rurale à habitat dispersé, selon la nouvelle grille communale de densité à sept niveaux définie par l'Insee en 2022.
Elle est située hors unité urbaine. Par ailleurs la commune fait partie de l'aire d'attraction du Blanc, dont elle est une commune de la couronne,. Cette aire, qui regroupe 23 communes, est catégorisée dans les aires de moins de 50 000 habitants,.

### Occupation des sols
L'occupation des sols de la commune, telle qu'elle ressort de la base de données européenne d’occupation biophysique des sols Corine Land Cover (CLC), est marquée par l'importance des territoires agricoles (55,3 % en 2018), en diminution par rapport à 1990 (68,5 %). La répartition détaillée en 2018 est la suivante : 
prairies (31,2 %), forêts (17,5 %), eaux continentales (14,5 %), terres arables (12,8 %), zones agricoles hétérogènes (11,3 %), milieux à végétation arbustive et/ou herbacée (10,2 %), zones industrielles ou commerciales et réseaux de communication (1,7 %), zones urbanisées (0,5 %), zones humides intérieures (0,3 %). L'évolution de l’occupation des sols de la commune et de ses infrastructures peut être observée sur les différentes représentations cartographiques du territoire : la carte de Cassini (XVIIIe siècle), la carte d'état-major (1820-1866) et les cartes ou photos aériennes de l'IGN pour la période actuelle (1950 à aujourd'hui).

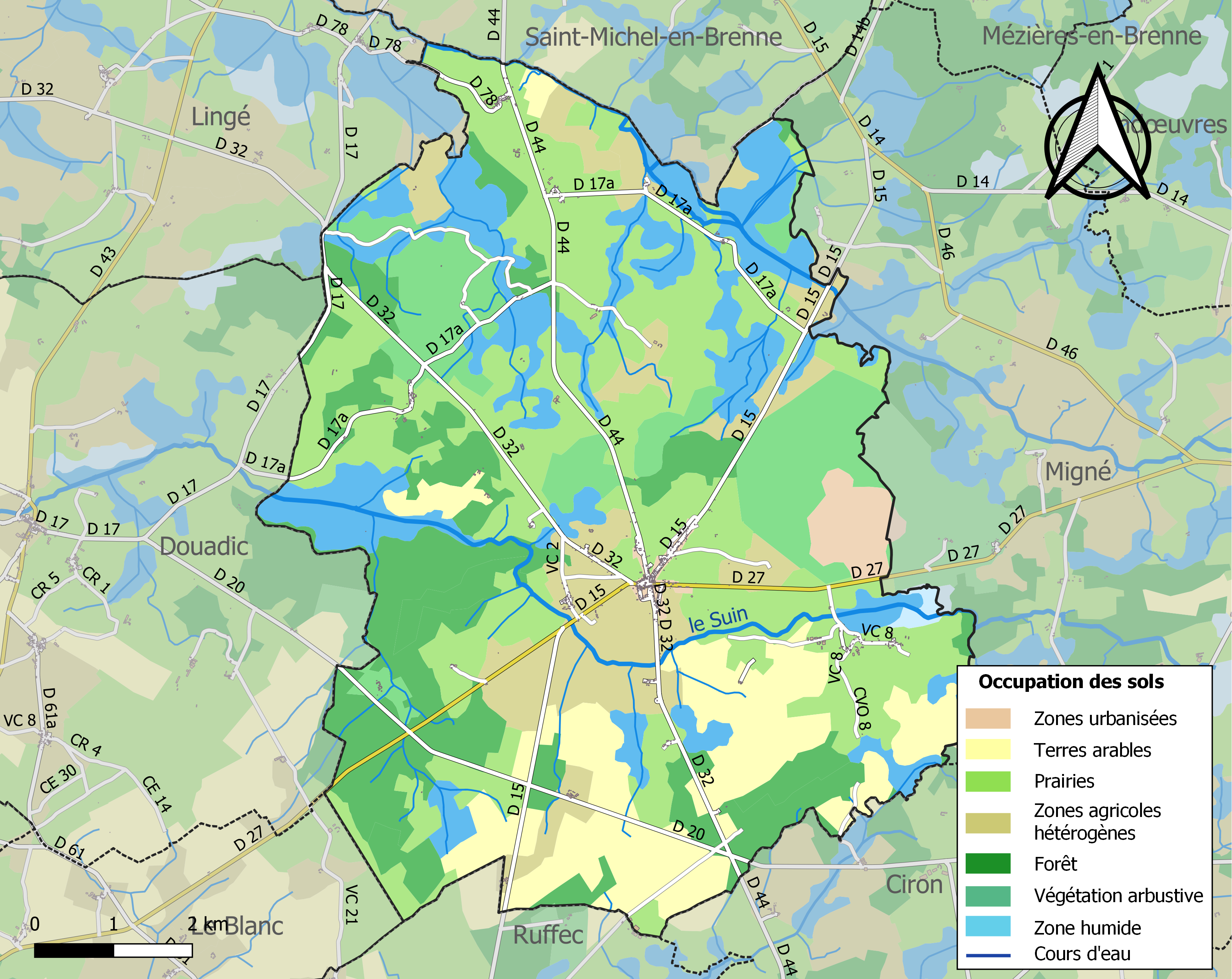
Carte des infrastructures et de l'occupation des sols de la commune en 2018 (CLC).

### Lieux-dits, hameaux et écarts
Les hameaux et lieux-dits de la commune sont : la Chaume, le Coudreau, la Collarderie, la Vignauderie et la Gilardière.

### Habitat et logement
En 2019, le nombre total de logements dans la commune était de 400, alors qu'il était de 390 en 2014 et de 387 en 2009.
Parmi ces logements, 61,2 % étaient des résidences principales, 21 % des résidences secondaires et 17,8 % des logements vacants. Ces logements étaient pour 93 % d'entre eux des maisons individuelles et pour 4,3 % des appartements.
Le tableau ci-dessous présente la typologie des logements à Rosnay en 2019 en comparaison avec celle de l'Indre et de la France entière. Une caractéristique marquante du parc de logements est ainsi une proportion de résidences secondaires et logements occasionnels (21 %) supérieure à celle du département (10,6 %) et à celle de la France entière (9,7 %). Concernant le statut d'occupation de ces logements, 67,6 % des habitants de la commune sont propriétaires de leur logement (66,2 % en 2014), contre 68,1 % pour l'Indre et 57,5 pour la France entière.
| Typologie                                               | Rosnay | Indre | France entière |
| ------------------------------------------------------- | ------ | ----- | -------------- |
| Résidences principales (en %)                           | 61,2   | 75,9  | 82,1           |
| Résidences secondaires et logements occasionnels (en %) | 21     | 10,6  | 9,7            |
| Logements vacants (en %)                                | 17,8   | 13,5  | 8,2            |

### Voies de communication et transports
Le territoire communal est desservi par les routes départementales : 15, 17A, 20, 27, 32, 44 et 78.
La gare ferroviaire la plus proche est la gare d'Argenton-sur-Creuse, à environ 31 km.
Rosnay est desservie par les lignes O et Q du Réseau de mobilité interurbaine.
L'aéroport le plus proche est l'aéroport de Châteauroux-Centre, à 48 km.
Le territoire communal est traversé par le sentier de grande randonnée de pays de la Brenne.

### Risques naturels et technologiques
Le territoire de la commune de Rosnay est vulnérable à différents aléas naturels : météorologiques (tempête, orage, neige, grand froid, canicule ou sécheresse), feux de forêts et séisme (sismicité faible). Un site publié par le BRGM permet d'évaluer simplement et rapidement les risques d'un bien localisé soit par son adresse soit par le numéro de sa parcelle.
Pour anticiper une remontée des risques de feux de forêt et de végétation vers le nord de la France en lien avec le dérèglement climatique, les services de l’État en région Centre-Val de Loire (DREAL, DRAAF, DDT) avec les SDIS ont réalisé en 2021 un atlas régional du risque de feux de forêt, permettant d’améliorer la connaissance sur les massifs les plus exposés. La commune, étant pour partie dans le massif de Brenne, est classée au niveau de risque 1, sur une échelle qui en comporte quatre (1 étant le niveau maximal).

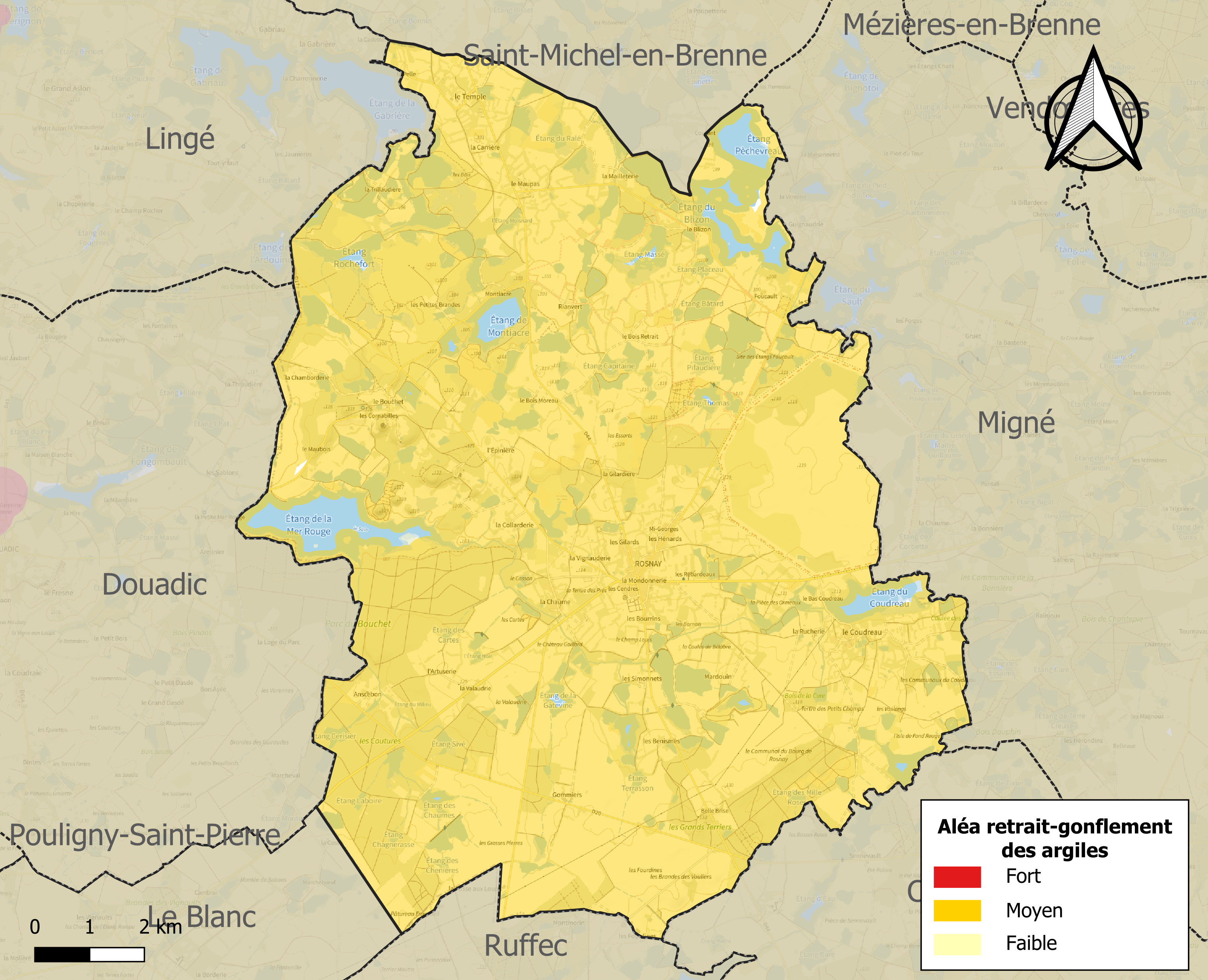
Carte des zones d'aléa retrait-gonflement des sols argileux de Rosnay.

Le retrait-gonflement des sols argileux est susceptible d'engendrer des dommages importants aux bâtiments en cas d’alternance de périodes de sécheresse et de pluie. 97,5 % de la superficie communale est en aléa moyen ou fort (84,7 % au niveau départemental et 48,5 % au niveau national). Sur les 376 bâtiments dénombrés sur la commune en 2019, 376 sont en aléa moyen ou fort, soit 100 %, à comparer aux 86 % au niveau départemental et 54 % au niveau national. Une cartographie de l'exposition du territoire national au retrait gonflement des sols argileux est disponible sur le site du BRGM,.
La commune est classée en zone de sismicité 2, correspondant à une sismicité faible.
Concernant les mouvements de terrains, la commune a été reconnue en état de catastrophe naturelle au titre des dommages causés par la sécheresse en 2019 et par des mouvements de terrain en 1999.

## Politique et administration

### Rattachements administratifs et électoraux

#### Rattachements administratifs
La commune se trouve dans l'arrondissement du Blanc du département de l'Indre..
Elle faisait partie depuis 1801 du canton du Blanc. Dans le cadre du redécoupage cantonal de 2014 en France, cette circonscription administrative territoriale a disparu, et le canton n'est plus qu'une circonscription électorale.

#### Rattachements électoraux
Pour les élections départementales, la commune fait partie depuis 2014 d'un nouveau canton du Blanc.
Pour l'élection des députés, elle fait partie de la première circonscription de l'Indre.

### Intercommunalité
Rosnay est membre fondateur de la communauté de communes Brenne - Val de Creuse, un établissement public de coopération intercommunale (EPCI) à fiscalité propre créé fin 1998 et auquel la commune a transféré un certain nombre de ses compétences, dans les conditions déterminées par le code général des collectivités territoriales.

### Liste des maires
| Période                                  | Période                     | Identité             | Étiquette | Qualité                        |
| ---------------------------------------- | --------------------------- | -------------------- | --------- | ------------------------------ |
| av.1919                                  | ?                           | Jean Henri Le Febvre | FR        | Député de 1919 à 1924          |
| Les données manquantes sont à compléter. |                             |                      |           |                                |
| mars 2001                                | 2006                        | Pierre-Louis Chabrol |           |                                |
| 2006                                     | mai 2020                    | Joël Deloche,        |           | Conseiller agricole            |
| mai 2020,                                | avril 2022                  | Andrée Aubry         |           | Cadre retraitée Démissionnaire |
| avril 2022                               | En cours (au 21 avril 2022) | Serge Bergeat        |           | Employé de banque retraité     |

## Équipements et services publics

### Enseignement
La commune dépend de la circonscription académique du Blanc.

### Postes et télécommunications
En 2012, la commune dispose d'une agence postale communale.

## Population et société

### Démographie
L'évolution du nombre d'habitants est connue à travers les recensements de la population effectués dans la commune depuis 1793. Pour les communes de moins de 10 000 habitants, une enquête de recensement portant sur toute la population est réalisée tous les cinq ans, les populations de référence des années intermédiaires étant quant à elles estimées par interpolation ou extrapolation. Pour la commune, le premier recensement exhaustif entrant dans le cadre du nouveau dispositif a été réalisé en 2007.

En 2022, la commune comptait 522 habitants, en évolution de +1,75 % par rapport à 2016 (Indre : −3 %, France hors Mayotte : +2,11 %).
| 1793 | 1800 | 1806 | 1821 | 1831 | 1836 | 1841 | 1846 | 1851  |
| ---- | ---- | ---- | ---- | ---- | ---- | ---- | ---- | ----- |
| 783  | 844  | 772  | 792  | 922  | 952  | 931  | 940  | 1 062 |

| 1856  | 1861 | 1866  | 1872  | 1876  | 1881  | 1886  | 1891  | 1896  |
| ----- | ---- | ----- | ----- | ----- | ----- | ----- | ----- | ----- |
| 1 008 | 984  | 1 041 | 1 071 | 1 075 | 1 109 | 1 222 | 1 202 | 1 274 |

| 1901  | 1906  | 1911  | 1921  | 1926  | 1931 | 1936 | 1946 | 1954 |
| ----- | ----- | ----- | ----- | ----- | ---- | ---- | ---- | ---- |
| 1 236 | 1 246 | 1 251 | 1 065 | 1 084 | 961  | 864  | 842  | 753  |

| 1962 | 1968 | 1975 | 1982 | 1990 | 1999 | 2006 | 2007 | 2012 |
| ---- | ---- | ---- | ---- | ---- | ---- | ---- | ---- | ---- |
| 733  | 686  | 622  | 529  | 537  | 526  | 626  | 618  | 506  |

| 2017 | 2022 | - | - | - | - | - | - | - |
| ---- | ---- | - | - | - | - | - | - | - |
| 519  | 522  | - | - | - | - | - | - | - |

### Manifestations culturelles et festivités
Chaque année a lieu la « fête de la Saint-Louis » au mois d'août.

### Médias
La commune est couverte par les médias suivants : La Nouvelle République du Centre-Ouest, Le Berry républicain, L'Écho - La Marseillaise, La Bouinotte, Le Petit Berrichon, France 3 Centre-Val de Loire, Berry Issoudun Première, Vibration, Forum, France Bleu Berry et RCF en Berry.

## Économie
La commune se situe dans la zone d’emploi du Blanc et dans le bassin de vie du Blanc.
La commune se trouve dans l'aire géographique et dans la zone de production du lait, de fabrication et d'affinage du fromage pouligny-saint-pierre.
Le centre de transmissions de la Marine nationale, qui emploie en 2013 environ 200 civils et militaires confondus, est de loin le premier employeur implanté dans la commune.
Un camping est présent dans la commune. Il s'agit du camping municipal des Millots qui dispose de 32 emplacements.

## Culture locale et patrimoine

### Lieux et monuments
- Château du Bouchet
- Église Saint-André
- Monument aux morts
- Centre de transmissions de la Marine nationale
- Réserve naturelle régionale des terres et étangs de Brenne, Massé, Foucault

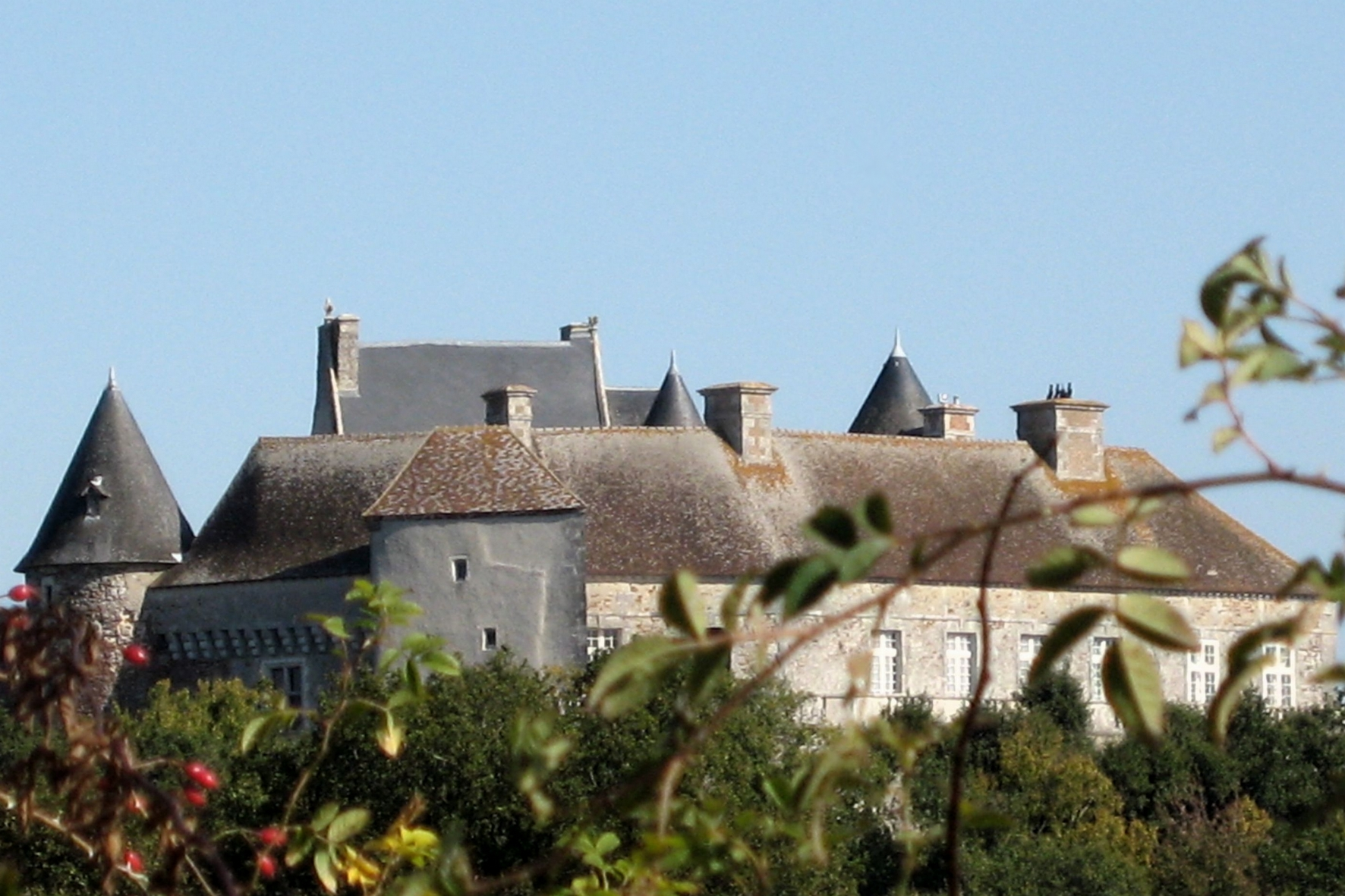
Le château du Bouchet en 2011.
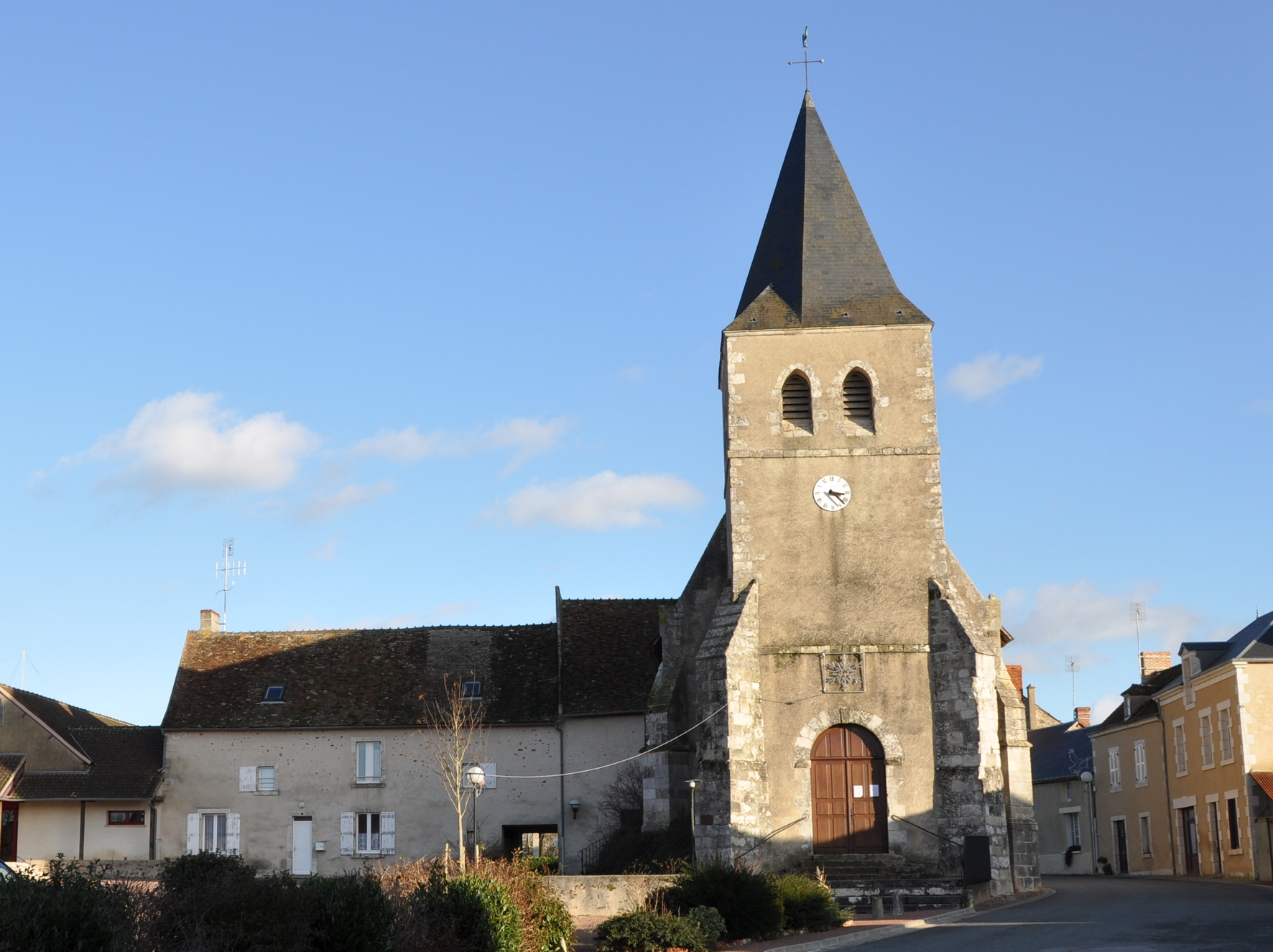
L'église Saint-André en 2009.
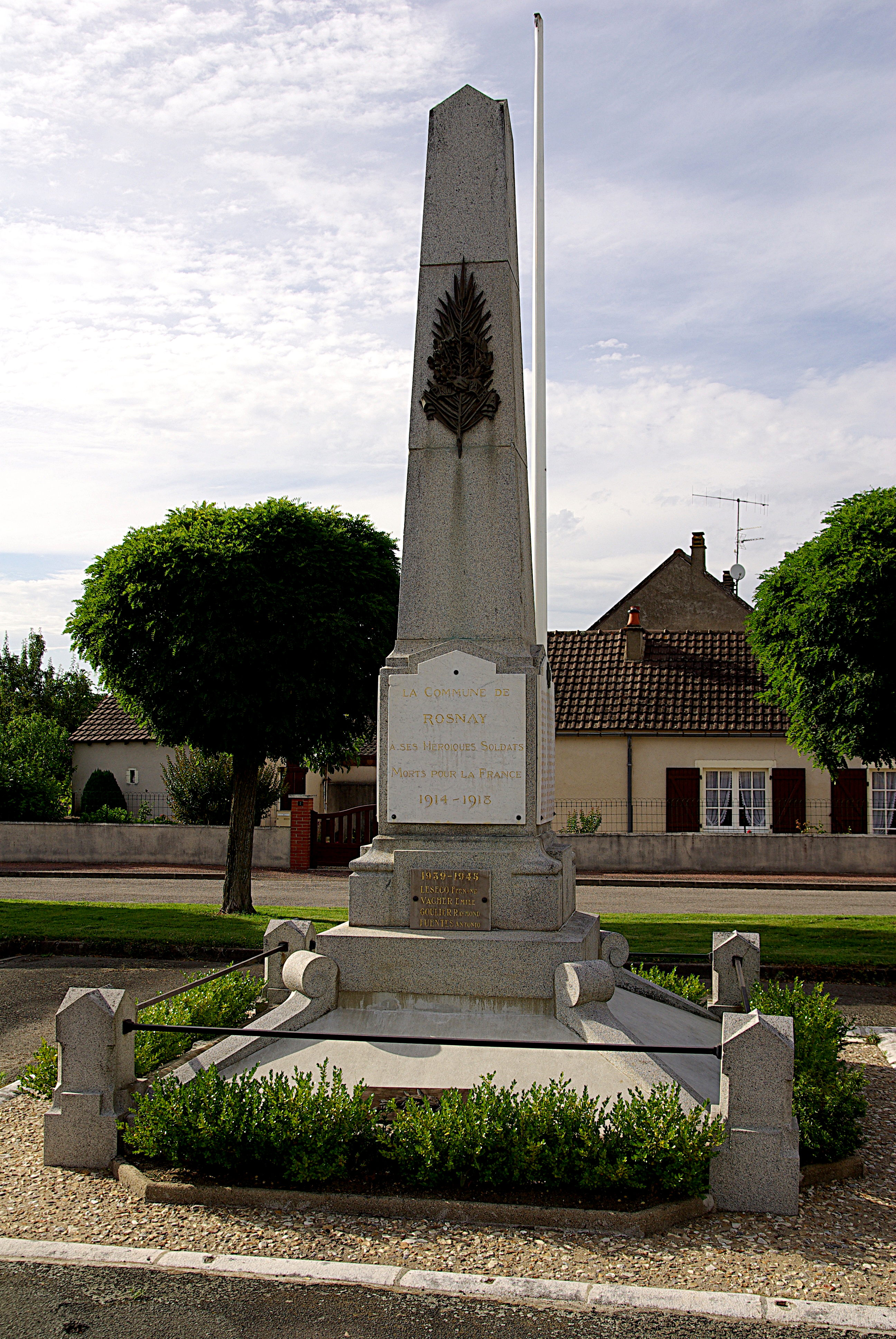
Le monument aux morts en 2008.
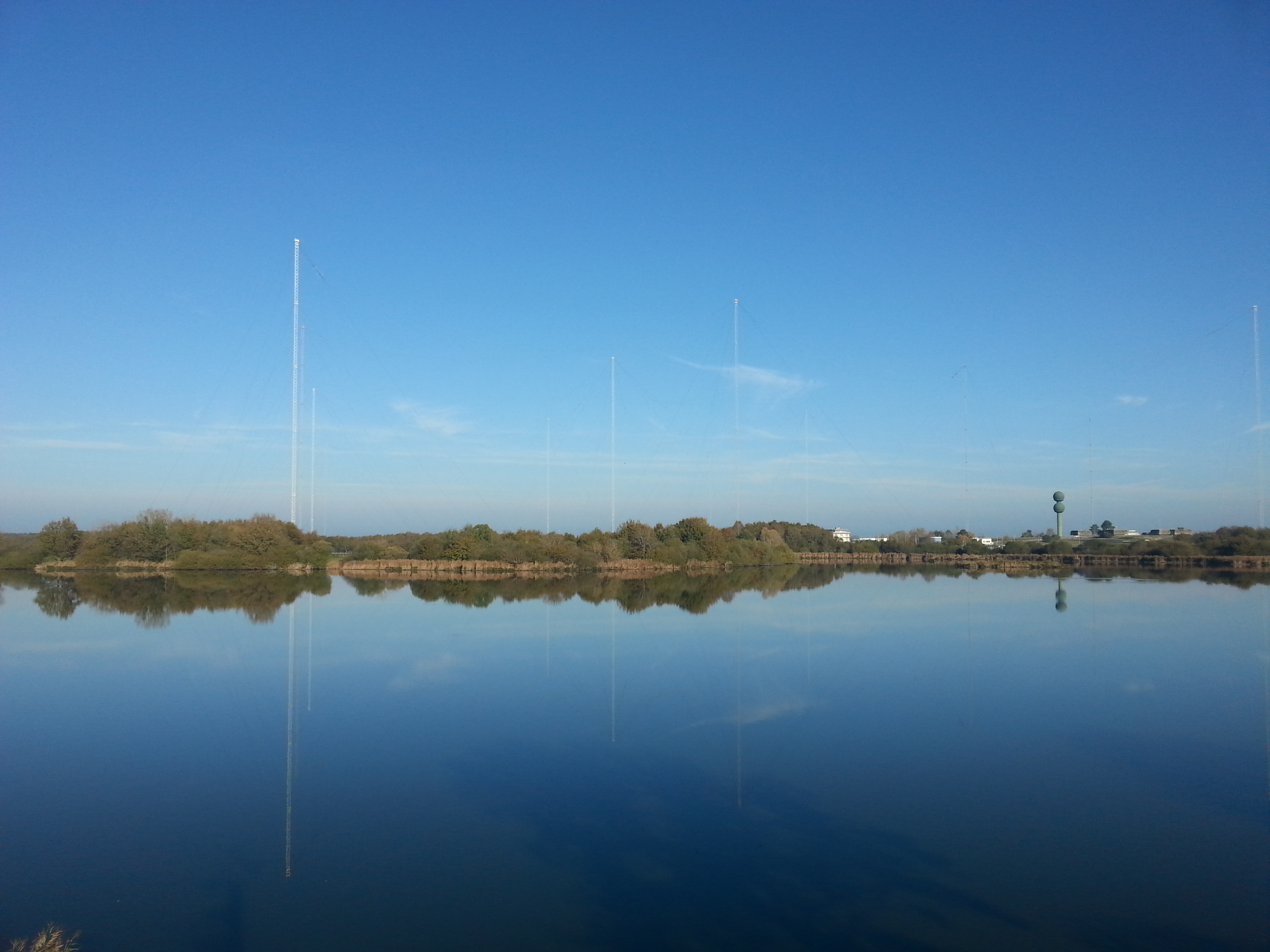
Le centre de transmissions de la Marine nationale en 2015.

### Personnalités liées à la commune
- Clélia Compas entrepreneuse sociale, chercheuse, et activiste humanitaire. Fondatrice de l’association YAMBI et cofondatrice du Corridor Citoyen
- Xavier de Scitivaux (1910-1978), officier des FAFL, Compagnon de la Libération[35] ;
- Philippe de Scitivaux (1911-1986), frère cadet du précédent, officier de la FNFL, Compagnon de la Libération[36] ;
- Jean Pacton (1925-1944), Résistant né sur la commune ;